# 圣雅各伯教堂 (安特卫普)

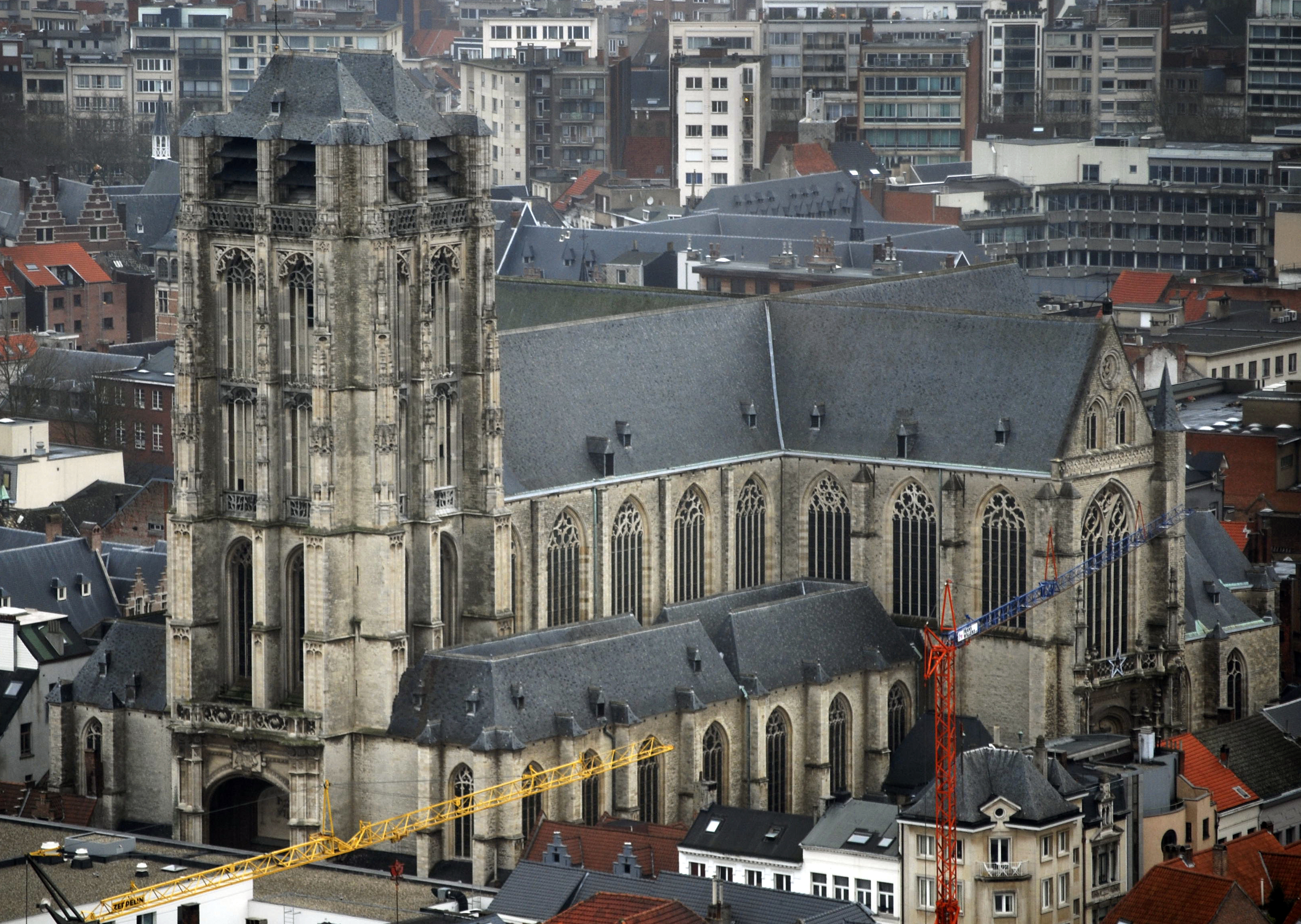
從西南方向看到的圣雅各伯教堂

圣雅各伯教堂（荷蘭語：Sint-Jacobskerk）是比利时安特卫普的一座天主教堂，哥特式建筑，位于前往西班牙圣地亚哥·德·孔波斯特拉圣雅各伯安葬地的朝圣之路的起点。在东侧的小堂有鲁本斯墓。

## 历史

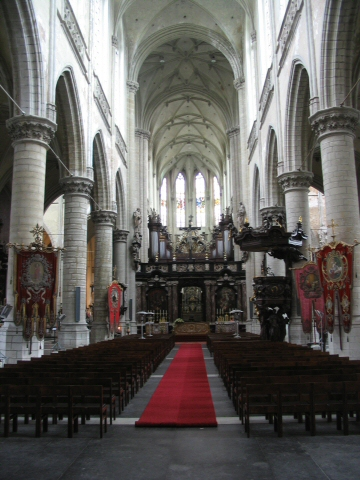
内部

从1431年起，此处已有一座小堂。1476年，小堂成为本堂区圣堂，并计划兴建一座大教堂。
15年后的1491年，这座晚期哥特式建筑开始兴建，直到1656年才完成，那时巴洛克建筑已经盛行。幸运的是这些建筑师仍忠于原有的哥特式设计，因此保持了哥特式外观。然而，内部装饰为巴洛克风格。
在施工开始时，安特卫普是欧洲最重要的经济中心之一，雄心勃勃，计划兴建的单塔高达150米，超过123米的安特卫普主教座堂。但是，由于该市从16世纪中叶起开始衰落，财政问题最终导致停止兴建，塔楼只达到原计划高度的三分之一。 
在17世纪和18世纪，圣雅各伯教堂是安特卫普知名人士的本堂区圣堂，其中一些人在堂内兴建了私人墓地小堂。最有名的是安特卫普的著名画家鲁本斯的小堂，完成于他在1640年去世五年之后。鲁本斯墓上方的壁画是他本人的作品。
虽然最初的室内装饰毁于1566年到1581年反传统风暴期间，17世纪的巴洛克室内装饰却由于一位神父宣誓效忠入侵该市的法国革命军，而保存完好。作为回报，他被允许在安特卫普选择一座教堂不被掠夺，他选择了圣雅各伯教堂，因此其内部得以幸存。许多原来的花窗玻璃不幸毁于第二次世界大战期间。
巴洛克室内装饰包括木雕的唱经楼，建于1658年到1670年，华丽的正祭台（1685）和共融的圣灵教堂（1695）导轨。中央讲道台（1675年）以及管风琴（1727年）。

## 其他值得關注的事件
- 魯本斯於1630年12月6日在聖詹姆斯與Hélène Fourment結婚。[1]
- 1977年，利奧·約瑟夫·蘇南斯（英语：Leo Joseph Suenens）樞機主教在此教堂為丹尼爾斯樞機主教舉行了祝聖儀式。

## 墓葬
在16、17和18世紀，聖雅各福群會教堂是安特衛普知名人士的教區教堂，其中幾位知名人士在教堂內建造了私人墓穴。教堂內仍有許多重要的墓碑，大多屬於貴族。教堂內有1300多座墳墓，有4500多人的埋葬日期。有些墳墓的質量非常高，著名的有Pieter Scheemaeckers建造的弗朗西斯科·馬科斯·德·貝拉斯科 (Francisco Marcos de Velasco)墳墓、由威廉·伊格內修斯·克里克斯 (Willem Ignatius Kerricx) 製作的盧多維庫斯·範·安東尼 (Ludovicus van Anthoine) 墳墓、Guillaume Geefs 用大理石雕刻的 Henrica Carolina Adriana Josepha van Cornelissen 和 Eugenia Catherina van Ertborn 墳墓。最著名的是安特衛普著名畫家彼得·保罗·鲁本斯 (Peter Paul Rubens) 的墳墓，在他於1640年逝世五年後完成。魯賓斯墓上方的繪畫出自大師本人之手。